# Головний корпус Університету республіки (Монтевідео)
Головний корпус Університету республіки (ісп. del Edificio Central de la UDELAR, більш уживана назва споруди —  ісп. Universidad de la República. Facultad de Derecho, дослівно "Університет Республіки. Юридичний факультет") — будівля на проспекті 18 липня у місті Монтевідео, спроєктована архітекторами Хуаном Марією Обріо та Сільвіо Гераніо для розміщення Університету республіки. Проєкт будівлі розроблений в дусі історизму в архітектурі (у еклектичному стилі). Закладання наріжного каменю будівлі відбулося 18 липня 1906 року. Будівництво корпусу тривало з 1906 по 1911. Будівля була урочисто відкрита 21 січня 1911 року. Вона була оголошена національною історичною пам'яткою в 1975 році. Зараз тут розташовані ректорат та юридичний факультет університету.